# Рипалта Кремаска
Рипа̀лта Крема̀ска (на италиански: Ripalta Cremasca, на местен диалект: Riultèlina Grasa, Риултелина Граса) е община в Северна Италия, провинция Кремона, регион Ломбардия. Админстративен център е малко градче Рипалта Нуова (Ripalta Nuova), което е разположено на 78 m надморска височина. Населението на общината е 3426 души (към 2015 г.).